# Gabriel Cichero
Gabriel Alejandro Cichero Konarek (Caracas, 25 aprile 1984) è un ex calciatore venezuelano, di ruolo difensore.

## Biografia
Il padre Mauro, morto all'inizio del 2019, disputò le Olimpiadi del 1980 di Mosca con la nazionale venezuelana, mentre il fratello maggiore Alejandro ha vestito la maglia della nazionale insieme con Gabriel.
Possiede il passaporto italiano.

## Caratteristiche tecniche
Nasce come terzino sinistro, ma molto spesso viene utilizzato anche come terzino fluidificante, mancino di piede. Occasionalmente ha giocato anche come difensore centrale.

## Carriera

### Club
Dopo quattro stagioni disputate nella massima serie uruguaiana con i Montevideo Wanderers (per un totale di 34 presenze e 1 gol), viene prelevato dal Lecce, club di Serie A, in prestito con diritto di riscatto nel gennaio 2006, nella sessione invernale del calciomercato. Con la compagine italiana esordisce in massima divisione contro il Cagliari, risultando il primo calciatore di nazionalità venezuelana, se si esclude il caso particolare di Massimo Margiotta, a militare nel campionato italiano. Colleziona appena 4 presenze nel campionato chiusosi con la retrocessione dei salentini in Serie B.
Rientrato in Uruguay, nel 2007 si trasferisce al Vihren Sandanski, nel campionato bulgaro. In seguito ha giocato con Deportivo Italia e New York Red Bulls. Nel 2008 ha militato nel Caracas in prestito e nella stagione 2010-2011 ha giocato in prestito nel Newell's Old Boys.
Il 1º agosto 2011 si trasferisce al Lens. Dopo sole 8 presenze in Ligue 2, torna al club di Caracas il 25 gennaio 2012.

### Nazionale
Dopo avere giocato 4 gare con la selezione Under-20 (con cui ha disputato il campionato sudamericano di categoria nel 2003), ha esordito in Nazionale maggiore il 21 dicembre 2004 nell'amichevole persa 0-1 contro il Guatemala. Segna la sua prima rete con la Vinotinto in un'amichevole persa 5-2 il 30 aprile 2008 contro la Colombia.
Convocato per la Copa América 2011, il 17 luglio con la maglia del Venezuela realizza la rete del 2-1 nella sfida contro il Cile che vale ai venezuelani la prima qualificazione della storia alle semifinali di Coppa America. In semifinale i venezuelani hanno perso ai rigori contro il Paraguay.
Successivamente disputa pure la Copa América 2015.

## Statistiche

### Cronologia presenze e reti in Nazionale
| Cronologia completa delle presenze e delle reti in nazionale ― Venezuela | Cronologia completa delle presenze e delle reti in nazionale ― Venezuela | Cronologia completa delle presenze e delle reti in nazionale ― Venezuela | Cronologia completa delle presenze e delle reti in nazionale ― Venezuela | Cronologia completa delle presenze e delle reti in nazionale ― Venezuela | Cronologia completa delle presenze e delle reti in nazionale ― Venezuela | Cronologia completa delle presenze e delle reti in nazionale ― Venezuela | Cronologia completa delle presenze e delle reti in nazionale ― Venezuela |
| Data                                                                     | Città                                                                    | In casa                                                                  | Risultato                                                                | Ospiti                                                                   | Competizione                                                             | Reti                                                                     | Note                                                                     |
| ------------------------------------------------------------------------ | ------------------------------------------------------------------------ | ------------------------------------------------------------------------ | ------------------------------------------------------------------------ | ------------------------------------------------------------------------ | ------------------------------------------------------------------------ | ------------------------------------------------------------------------ | ------------------------------------------------------------------------ |
| 21-12-2004                                                               | Caracas                                                                  | Venezuela                                                                | 0 – 1                                                                    | Guatemala                                                                | Amichevole                                                               | -                                                                        | 46’                                                                      |
| 26-5-2006                                                                | Cleveland                                                                | Stati Uniti                                                              | 2 – 0                                                                    | Venezuela                                                                | Amichevole                                                               | -                                                                        | 65’                                                                      |
| 18-10-2006                                                               | Montevideo                                                               | Uruguay                                                                  | 4 – 0                                                                    | Venezuela                                                                | Amichevole                                                               | -                                                                        | 74’                                                                      |
| 8-9-2007                                                                 | Puerto Ordaz                                                             | Venezuela                                                                | 3 – 2                                                                    | Paraguay                                                                 | Amichevole                                                               | -                                                                        | 57’                                                                      |
| 12-9-2007                                                                | Puerto La Cruz                                                           | Venezuela                                                                | 1 – 1                                                                    | Panama                                                                   | Amichevole                                                               | -                                                                        | 85’                                                                      |
| 17-11-2007                                                               | Bogotà                                                                   | Colombia                                                                 | 1 – 0                                                                    | Venezuela                                                                | Qual. Mondiali 2010                                                      | -                                                                        | 79’                                                                      |
| 3-2-2008                                                                 | Maturín                                                                  | Venezuela                                                                | 1 – 0                                                                    | Haiti                                                                    | Amichevole                                                               | -                                                                        |                                                                          |
| 23-3-2008                                                                | Puerto La Cruz                                                           | Venezuela                                                                | 1 – 0                                                                    | El Salvador                                                              | Amichevole                                                               | -                                                                        |                                                                          |
| 26-3-2008                                                                | Puerto La Cruz                                                           | Venezuela                                                                | 0 – 1                                                                    | Bolivia                                                                  | Amichevole                                                               | -                                                                        | 80’ (aut.)                                                               |
| 30-4-2008                                                                | Bucaramanga                                                              | Colombia                                                                 | 5 – 2                                                                    | Venezuela                                                                | Amichevole                                                               | 1                                                                        |                                                                          |
| 30-5-2008                                                                | Fort Lauderdale                                                          | Honduras                                                                 | 1 – 1                                                                    | Venezuela                                                                | Amichevole                                                               | -                                                                        | 75’                                                                      |
| 9-6-2008                                                                 | Willemstad                                                               | Antille Olandesi                                                         | 0 – 1                                                                    | Venezuela                                                                | Amichevole                                                               | -                                                                        |                                                                          |
| 15-10-2008                                                               | Puerto La Cruz                                                           | Venezuela                                                                | 3 – 1                                                                    | Ecuador                                                                  | Qual. Mondiali 2010                                                      | -                                                                        | 32’                                                                      |
| 19-11-2008                                                               | San Cristóbal                                                            | Venezuela                                                                | 0 – 0                                                                    | Angola                                                                   | Amichevole                                                               | -                                                                        |                                                                          |
| 11-2-2009                                                                | Maturín                                                                  | Venezuela                                                                | 2 – 1                                                                    | Guatemala                                                                | Amichevole                                                               | -                                                                        | 46’                                                                      |
| 28-3-2009                                                                | Buenos Aires                                                             | Argentina                                                                | 4 – 0                                                                    | Venezuela                                                                | Qual. Mondiali 2010                                                      | -                                                                        | 34’                                                                      |
| 2-2-2010                                                                 | Oita                                                                     | Giappone                                                                 | 0 – 0                                                                    | Venezuela                                                                | Amichevole                                                               | -                                                                        |                                                                          |
| 7-10-2010                                                                | Santa Cruz                                                               | Bolivia                                                                  | 1 – 3                                                                    | Venezuela                                                                | Amichevole                                                               | -                                                                        |                                                                          |
| 12-10-2010                                                               | Città del Messico                                                        | Messico                                                                  | 2 – 2                                                                    | Venezuela                                                                | Amichevole                                                               | -                                                                        | 18’, 26’                                                                 |
| 10-2-2011                                                                | Puerto La Cruz                                                           | Venezuela                                                                | 2 – 2                                                                    | Costa Rica                                                               | Amichevole                                                               | -                                                                        |                                                                          |
| 16-3-2011                                                                | San Juan                                                                 | Argentina                                                                | 4 – 1                                                                    | Venezuela                                                                | Amichevole                                                               | -                                                                        |                                                                          |
| 26-3-2011                                                                | Montego Bay                                                              | Giamaica                                                                 | 0 – 2                                                                    | Venezuela                                                                | Amichevole                                                               | -                                                                        | 38’ 90’                                                                  |
| 30-3-2011                                                                | Città del Messico                                                        | Messico                                                                  | 1 – 1                                                                    | Venezuela                                                                | Amichevole                                                               | -                                                                        |                                                                          |
| 1-6-2011                                                                 | Città del Guatemala                                                      | Guatemala                                                                | 0 – 2                                                                    | Venezuela                                                                | Amichevole                                                               | -                                                                        | 57’                                                                      |
| 7-6-2011                                                                 | Puerto La Cruz                                                           | Venezuela                                                                | 0 – 3                                                                    | Spagna                                                                   | Amichevole                                                               | -                                                                        | 7’                                                                       |
| 3-7-2011                                                                 | La Plata                                                                 | Brasile                                                                  | 0 – 0                                                                    | Venezuela                                                                | Coppa America 2011 - 1º turno                                            | -                                                                        |                                                                          |
| 9-7-2011                                                                 | Salta                                                                    | Venezuela                                                                | 1 – 0                                                                    | Ecuador                                                                  | Coppa America 2011 - 1º turno                                            | -                                                                        |                                                                          |
| 13-7-2011                                                                | Salta                                                                    | Paraguay                                                                 | 3 – 3                                                                    | Venezuela                                                                | Coppa America 2011 - 1º turno                                            | -                                                                        |                                                                          |
| 17-7-2011                                                                | San Juan                                                                 | Cile                                                                     | 1 – 2                                                                    | Venezuela                                                                | Coppa America 2011 - Quarti di finale                                    | 1                                                                        |                                                                          |
| 20-7-2011                                                                | Buenos Aires                                                             | Paraguay                                                                 | 0 – 0 dts (5 – 3 dtr)                                                    | Venezuela                                                                | Coppa America 2011 - Semifinale                                          | -                                                                        |                                                                          |
| 23-7-2011                                                                | La Plata                                                                 | Perù                                                                     | 4 – 1                                                                    | Venezuela                                                                | Coppa America 2011 - Finale 3º posto                                     | -                                                                        | 84’                                                                      |
| 2-9-2011                                                                 | Calcutta                                                                 | Venezuela                                                                | 0 – 1                                                                    | Argentina                                                                | Amichevole                                                               | -                                                                        |                                                                          |
| 12-10-2011                                                               | Puerto La Cruz                                                           | Venezuela                                                                | 1 – 0                                                                    | Argentina                                                                | Qual. Mondiali 2014                                                      | -                                                                        |                                                                          |
| 12-11-2011                                                               | Barranquilla                                                             | Colombia                                                                 | 1 – 1                                                                    | Venezuela                                                                | Qual. Mondiali 2014                                                      | -                                                                        |                                                                          |
| 16-11-2011                                                               | San Cristóbal                                                            | Venezuela                                                                | 1 – 0                                                                    | Bolivia                                                                  | Qual. Mondiali 2014                                                      | -                                                                        |                                                                          |
| 23-12-2011                                                               | Cabudare                                                                 | Venezuela                                                                | 0 – 2                                                                    | Costa Rica                                                               | Amichevole                                                               | -                                                                        | 79’                                                                      |
| 2-6-2012                                                                 | Montevideo                                                               | Uruguay                                                                  | 1 – 1                                                                    | Venezuela                                                                | Qual. Mondiali 2014                                                      | -                                                                        |                                                                          |
| 10-6-2012                                                                | San Cristóbal                                                            | Venezuela                                                                | 0 – 2                                                                    | Cile                                                                     | Qual. Mondiali 2014                                                      | -                                                                        | 62’                                                                      |
| 15-8-2012                                                                | Sapporo                                                                  | Giappone                                                                 | 1 – 1                                                                    | Venezuela                                                                | Amichevole                                                               | -                                                                        |                                                                          |
| 8-9-2012                                                                 | Lima                                                                     | Perù                                                                     | 2 – 1                                                                    | Venezuela                                                                | Qual. Mondiali 2014                                                      | -                                                                        | 30’, 66’                                                                 |
| 17-10-2012                                                               | Puerto La Cruz                                                           | Venezuela                                                                | 1 – 1                                                                    | Ecuador                                                                  | Qual. Mondiali 2014                                                      | -                                                                        | 82’                                                                      |
| 23-3-2013                                                                | Buenos Aires                                                             | Argentina                                                                | 3 – 0                                                                    | Venezuela                                                                | Qual. Mondiali 2014                                                      | -                                                                        |                                                                          |
| 27-3-2013                                                                | Puerto Ordaz                                                             | Venezuela                                                                | 1 – 0                                                                    | Colombia                                                                 | Qual. Mondiali 2014                                                      | -                                                                        | 82’                                                                      |
| 22-5-2013                                                                | Mérida                                                                   | Venezuela                                                                | 2 – 1                                                                    | El Salvador                                                              | Amichevole                                                               | -                                                                        |                                                                          |
| 7-6-2013                                                                 | La Paz                                                                   | Bolivia                                                                  | 1 – 1                                                                    | Venezuela                                                                | Qual. Mondiali 2014                                                      | -                                                                        |                                                                          |
| 11-6-2013                                                                | Puerto Ordaz                                                             | Venezuela                                                                | 0 – 1                                                                    | Uruguay                                                                  | Qual. Mondiali 2014                                                      | -                                                                        | 58’                                                                      |
| 14-8-2013                                                                | San Cristóbal                                                            | Venezuela                                                                | 2 – 2                                                                    | Bolivia                                                                  | Amichevole                                                               | -                                                                        |                                                                          |
| 7-9-2013                                                                 | Santiago del Cile                                                        | Cile                                                                     | 3 – 0                                                                    | Venezuela                                                                | Qual. Mondiali 2014                                                      | -                                                                        | 44’                                                                      |
| 5-9-2014                                                                 | Bucheon                                                                  | Corea del Sud                                                            | 3 – 1                                                                    | Venezuela                                                                | Amichevole                                                               | -                                                                        |                                                                          |
| 9-9-2014                                                                 | Yokohama                                                                 | Giappone                                                                 | 2 – 2                                                                    | Venezuela                                                                | Amichevole                                                               | 1                                                                        |                                                                          |
| 14-11-2014                                                               | Talcahuano                                                               | Cile                                                                     | 5 – 0                                                                    | Venezuela                                                                | Amichevole                                                               | -                                                                        |                                                                          |
| 18-11-2014                                                               | La Paz                                                                   | Bolivia                                                                  | 3 – 2                                                                    | Venezuela                                                                | Amichevole                                                               | -                                                                        |                                                                          |
| 4-2-2015                                                                 | San Pedro Sula                                                           | Honduras                                                                 | 2 – 3                                                                    | Venezuela                                                                | Amichevole                                                               | -                                                                        |                                                                          |
| 11-2-2015                                                                | Barinas                                                                  | Venezuela                                                                | 2 – 1                                                                    | Honduras                                                                 | Amichevole                                                               | -                                                                        |                                                                          |
| 27-3-2015                                                                | Kingston                                                                 | Giamaica                                                                 | 2 – 1                                                                    | Venezuela                                                                | Amichevole                                                               | 1                                                                        |                                                                          |
| 14-6-2015                                                                | Rancagua                                                                 | Colombia                                                                 | 0 – 1                                                                    | Venezuela                                                                | Coppa America 2015 - 1º turno                                            | -                                                                        | 85’                                                                      |
| 18-6-2015                                                                | Valparaíso                                                               | Perù                                                                     | 1 – 0                                                                    | Venezuela                                                                | Coppa America 2015 - 1º turno                                            | -                                                                        | 37’ 88’                                                                  |
| 21-6-2015                                                                | Macul                                                                    | Brasile                                                                  | 2 – 1                                                                    | Venezuela                                                                | Coppa America 2015 - 1º turno                                            | -                                                                        |                                                                          |
| 4-9-2015                                                                 | Puerto Ordaz                                                             | Venezuela                                                                | 0 – 3                                                                    | Honduras                                                                 | Amichevole                                                               | -                                                                        |                                                                          |
| 8-9-2015                                                                 | Puerto Ordaz                                                             | Venezuela                                                                | 1 – 1                                                                    | Panama                                                                   | Amichevole                                                               | -                                                                        | 64’                                                                      |
| 8-10-2015                                                                | Puerto Ordaz                                                             | Venezuela                                                                | 0 – 1                                                                    | Paraguay                                                                 | Qual. Mondiali 2018                                                      | -                                                                        |                                                                          |
| 14-10-2015                                                               | Fortaleza                                                                | Brasile                                                                  | 3 – 1                                                                    | Venezuela                                                                | Qual. Mondiali 2018                                                      | -                                                                        |                                                                          |
| 17-11-2015                                                               | Puerto Ordaz                                                             | Venezuela                                                                | 1 – 3                                                                    | Ecuador                                                                  | Qual. Mondiali 2018                                                      | -                                                                        |                                                                          |
| Totale                                                                   |                                                                          | Presenze                                                                 | 63                                                                       |                                                                          | Reti                                                                     | 4                                                                        |                                                                          |